# 殺菌燈

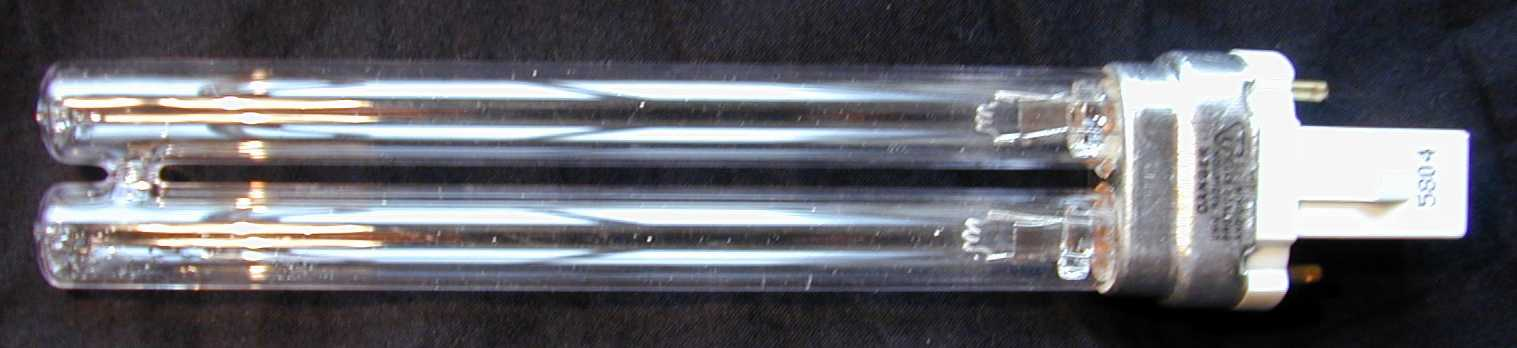
采用现代一体式荧光灯外形的9W杀菌灯

杀菌灯是一种能产生短波紫外线的电灯。殺菌燈產生的短波紫外线会破坏DNA碱基配对，從而形成嘧啶二聚体，并导致细菌、病毒和原生动物失活。殺菌燈还可以产生臭氧從而进行水消毒。
殺菌燈共有四种常见类型：
- 低压汞灯
- 高压汞灯
- 准分子灯
- 发光二极管